# Би сир Дамвил
Би сир Дамвил (фр. Buis-sur-Damville) насеље је и општина у северној Француској у региону Горња Нормандија, у департману Ер која припада префектури Евре.
По подацима из 2011. године у општини је живело 991 становника, а густина насељености је износила 40,35 становника/km². Општина се простире на површини од 24,56 km². Налази се на средњој надморској висини од 159 метара (максималној 164 m, а минималној 148 m).

## Демографија
| 1962. | 1968. | 1975. | 1982. | 1990. | 1999. | 2011. |
| ----- | ----- | ----- | ----- | ----- | ----- | ----- |
| 347   | 440   | 433   | 522   | 638   | 768   | 991   |

График промене броја становника у току последњих година